# Maddalena di Canossa
Maddalena Gabriella dei marchesi di Canossa (Verona, 1º marzo 1774 – Verona, 10 aprile 1835) è stata la fondatrice delle Figlie e dei Figli della Carità. Beatificata nel 1941, è stata proclamata santa da papa Giovanni Paolo II nel 1988.

## Biografia

### Infanzia
Nasce dal marchese Ottavio di Canossa (1740-1779) e dalla contessa ungherese Teresa Szluha (1753-1807). È la terzogenita dopo Carlo Vincenzo che muore subito dopo la nascita nel 1771, e Laura Maria nata nel 1772. Nel 1776 nascerà l'erede maschio Bonifacio al quale seguiranno Rosa nel 1777 ed Eleonora nel 1779.
Nel 1779 il padre muore tragicamente durante un'escursione sui monti Lessini. Due anni dopo la madre passa a seconde nozze con il marchese Edoardo Zenetti di Mantova.
Maddalena e i fratelli vengono affidati a due precettori secondo una consuetudine della nobiltà: accanto a Bonifacio ci sarà don Pietro Rossi, mentre delle fanciulle si occuperà un'istitutrice francese, Francesca Marianna Capron, che influirà in modo negativo nella formazione di Maddalena in particolare per il suo atteggiamento crudele e repressivo.
Quando l'istitutrice abbandona l'incarico presso casa Canossa, Maddalena si ammala improvvisamente e gravemente.

### Tentativi di vita claustrale
Superata la malattia, Maddalena confida a don Pietro Rossi la decisione di consacrarsi a Dio ed inizia ad esaminare le regole di alcuni ordini religiosi. Dopo aver scoperto una particolare sintonia spirituale con le regole delle carmelitane scalze, il 2 maggio 1791 si ritira per circa dieci mesi nel monastero di S. Teresa a Verona. Durante quest'esperienza, pur ammirando le carmelitane, percepisce una certa distanza tra il suo sentire interiore e la loro vita. Questo non le impedirà di riprovare l'esperienza claustrale l'anno dopo nel monastero di Conegliano, restandovi però solo tre giorni: persisteva in lei come un «orrore che sempre aveva avuto alla Clausura, e che già era disposta a superare anche a costo della vita, ma si sentiva internamente sempre rappresentare che in quel luogo avrebbe bensì santificato se stessa, ma non avrebbe potuto impedir peccati, né giovare alla salute delle anime, cosa che essa cercava di scacciare come una tentazione».

### La ricerca
Risale a questo periodo l'incontro con don Luigi Libera che diventa la sua guida spirituale. Dalle lettere che egli le indirizza dal luglio 1792 al dicembre 1799 si può ricostruire il suo faticoso itinerario di discernimento spirituale.
Nel 1799 Maddalena incontra il vicario generale della diocesi di Verona e successivamente il vescovo Andrea Avogadro per presentare loro un programma di azione caritativa. La divergenza di vedute tra la Canossa e il vescovo congelò, però, almeno parzialmente il piano.
Intanto le vicende familiari costrinsero Maddalena ad assumere l'amministrazione del palazzo Canossa e della sua famiglia. Questo non le impedì di esercitare la carità secondo il suo sogno: raccogliere ragazze dalla strada e visitare gli ospedali.
Tra il 1802 e il 1808 vivrà itinerante tra palazzo Canossa e le case che aveva affittato per accogliere le ragazze di strada: nella contrada S. Martino Aquario, nella contrada dei Filippini dopo, e infine nella contrada di S. Zeno in Oratorio.

### La fondazione
L'8 maggio 1808 superando le resistenze della famiglia potrà trasferirsi definitivamente con alcune compagne nel monastero dei SS. Giuseppe e Fidenzio concessole dalla Prefettura per la cura delle ragazze povere e abbandonate del rione San Zeno e la visita negli ospedali. È in questa data che diede inizio all'Istituto delle Figlie della Carità che nelle intenzioni della Canossa sarebbe dovuto venire incontro ai maggiori bisogni della società del tempo attraverso la scuola, la catechesi, la visita agli infermi negli ospedali e la preparazione di “maestre di campagna”. Avrebbe dovuto, inoltre coinvolgere nelle attività caritative anche le dame dell'alta nobiltà per mezzo dell'organizzazione di Esercizi spirituali annuali.
Tra il 1808 e il 1835 anno della sua morte, Maddalena compì numerosi viaggi, scrisse numerose lettere alle sue collaboratrici e a personalità politiche ed ecclesiastiche, per stabilire la sua Opera ed ottenerne l'approvazione.
Fonderà altre case: a Venezia il 1º agosto 1812, a Milano nel 1816, a Bergamo nel 1820 e a Trento nel 1828. Stringerà amicizie e avrà contatti con altri fondatori di istituti religiosi: Leopoldina Naudet, Gaspare Bertoni, Teodora Campostrini, Verzeri, Antonio Rosmini, Antonio Provolo, Carlo Steeb, i fratelli Cavanis. Nel 1819 ottiene il riconoscimento ecclesiastico delle Figlie della carità. Papa Leone XII approverà la Regola della sua istituzione con il Breve Si nobis il 23 dicembre 1828.
La fondazione di un Istituto maschile che aveva progettato fin dal 1799 poté realizzarlo solo nel 1831 quando riuscì ad affidare al veneziano don Francesco Luzzo e a due laici bergamaschi, Giuseppe Carsana e Benedetto Belloni, l'apertura a Venezia dell'Oratorio dei Figli della Carità a Venezia, presso la chiesa di Santa Lucia.
Maddalena morì a Verona il 10 aprile 1835.
Suo nipote Luigi di Canossa (figlio di suo fratello Bonifacio) divenne poi vescovo di Verona e cardinale.

### Le tappe per la canonizzazione
Il 6 gennaio 1927 fu emesso il Decreto sulla eroicità delle virtù.
Il 7 dicembre 1941 il papa Pio XII la dichiarò Beata.
Il 2 ottobre 1988 fu ufficialmente proclamata Santa da papa Giovanni Paolo II.
La memoria liturgica si celebra il 10 aprile.
Durante l'omelia in occasione della canonizzazione Giovanni Paolo II disse:
«A considerare la vita di Maddalena di Canossa, si direbbe che la carità come una febbre l'abbia divorata: la carità verso Dio, spinta fino alle vette più alte dell'esperienza mistica; la carità verso il prossimo, portata fino alle estreme conseguenze del dono di sé agli altri. Santa Maddalena amò appassionatamente Cristo crocifisso, senza tuttavia “distogliere gli occhi da quelli della sua carne”. Aveva capito che la pietà vera, che commuove il cuore di Dio, consiste nello “sciogliere le catene inique, togliere i legami del giogo, rimandare liberi gli oppressi e spezzare ogni giogo”. Per questo si impegnò con ogni sua energia, oltre che con tutte le sue sostanze, per venire incontro ad ogni forma di povertà: quella economica non meno di quella morale, quella della malattia non meno che quella dell'ignoranza».

## Gli scritti

### Memorie
Il titolo Memorie non è originale ma attribuito da Tarcisio Piccari ad un complesso di scritti autobiografici della Canossa composti per ordine di Mons. Luigi Pacifico Pacetti (1761-1819), predicatore apostolico e diretto collaboratore di Pio VII. Le Memorie, scritte in terza persona, raccolgono i ricordi personali fino al 1827 con una interruzione dal 1816 al 1824.
Furono pubblicate per la prima volta nel 1966 da Tarcisio Piccari. Una seconda edizione fu pubblicata con il titolo Annotazioni autobiografiche spirituali nell'opera Regole e scritti spirituali di Maddalena di Canossa a cura di Emilia Dossi. Una terza edizione a cura di Elda Pollonara fu pubblicata con il titolo Memorie nel 1988.

### Epistolario
Le circa tremila lettere scritte da Maddalena di Canossa sono state pubblicate in edizione critica e raccolte in tre volumi a cura di Emilia Dossi dal 1976 al 1983:
- Lettere familiari: alla contessa Carolina Durini, al fratello, a parenti e amici;
- lettere ufficiali: ad ecclesiastici o a personalità politiche, contiene anche le lettere scritte per affari riguardanti le varie fondazioni;
- lettere d'Istituto: ai membri delle varie case della Congregazione.